# Rasen no Yume
"Rasen no Yume" (螺旋のユメ) é um single da banda visual kei japonesa SID, lançado em 2 de agosto de 2017 pela Ki/oon Music e incluído no álbum Nomad. É o primeiro tema de abertura do anime Shoukoku no Altair. O dublador Ayumu Murase, que interpreta o personagem principal do anime, fez um cover da canção para o álbum tributo Sid Tribute Album -Anime Songs- (2023).

## Lançamento
O single foi anunciado no início de julho de 2017, já decidido como tema de abertura de Shoukoku no Altair. Uma versão curta do videoclipe de "Rasen no Yume" foi lançada no YouTube em 22 de julho e a versão completa foi disponibilizada no serviço de streaming Gyao! por tempo limitado, até 31 de julho. Dirigido por Yasuhiro Arafune, o videoclipe foi feito com computação gráfica e mostra um cavalheiro de armadura resgatando uma princesa feita de refém.
O single foi lançado em três edições: a regular, limitada e edição anime (também limitada). A edição regular conta somente o CD com duas faixas, já a edição limitada o acompanha com um DVD contendo o videoclipe da faixa título e seu making-of. A edição anime é a maior em duração e possui uma capa diferente, mostrando o personagem principal de Shoukoku no Altair. Ela contém a versão encurtada da canção no CD, além do videoclipe e o vídeo da abertura do anime sem os créditos.

## Estilo musical
A letra de "Rasen no Yume" foi escrita pelo vocalista Mao, como de costume, e a música foi composta pelo baixista Aki. A canção foi criada especialmente para o anime, combinando com a história, depois de Mao ler o mangá. Aki contou que uma demo já estava em preparação antes de ser escolhida como trilha do anime, com uma melodia "normal". Após a escolha, eles rearranjaram a obra e sua melodia para que se encaixasse melhor no tema.
O website CD Journal afirmou que a canção tem um "ritmo acelerado" e "vocais claros". O Real Sound contou que a história da canção lembra a Idade Média, assim como Shoukoku no Altair, e aborda as emoções da obra como as batalhas. Sobre a música, chamou a bateria de "dançante" e a linha de baixo de "firme", dizendo que a canção em geral toca com "cordas leves", além de mencionar o solo de guitarra no fim. O site também mencionou que "Rasen no Yume" possui um estilo pop único, combinando com o "charme" do visual kei. Ayumu Murase e o Real Sound elogiaram a capacidade do SID (especialmente a letra de Mao e composição de Aki) em expressar fielmente a temática do anime.

## Desempenho comercial
Alcançou a 18ª posição na Oricon Albums Chart semanal e ficou na parada por três semanas.

## Faixas

### Edição regular
Todas as letras escritas por Mao, todas as músicas compostas por Aki.
| CD             |                                |         |  |
| N.º            | Título                         | Duração |  |
| 1.             | "Rasen no Yume" (螺旋のユメ)   | 4:00    |  |
| 2.             | "Rasen no Yume" (Instrumental) | 4:00    |  |
| Duração total: | Duração total:                 | 8:01    |  |

### Edição limitada
| DVD |                                                    |         |  |
| N.º | Título                                             | Duração |  |
| 1.  | "Rasen no Yume" (Videoclipe)                       |         |  |
| 2.  | "Rasen no Yume" (Photo Session/Music Video Making) |         |  |

### Edição anime
| Faixa bônus |                           |         |  |
| N.º         | Título                    | Duração |  |
| 3.          | "Rasen no Yume" (TV Size) | 1:30    |  |

| DVD            |                                                                                              |         |  |
| N.º            | Título                                                                                       | Duração |  |
| 1.             | "Rasen no Yume" (Videoclipe)                                                                 | 4:02    |  |
| 2.             | "Shōkoku no Altair Non Credits Opening" (「将国のアルタイル」オープニングノンクレジット映像) | 1:30    |  |
| Duração total: | Duração total:                                                                               | 15:32   |  |

## Ficha técnica
- Mao – vocal
- Shinji – guitarra
- Aki – baixo
- Yūya – bateria